# ウバウオ亜目
ウバウオ亜目（姥魚亜目、学名：Gobiesocoidei）は硬骨魚類に属するスズキ目の下位分類群の一つで、浅い海に住む小型の魚類を中心に、1科36属140種で構成される。独立したウバウオ目（Gobiesociformes）として分類されることもある。

## 概要
ウバウオ亜目はウバウオ科1科のみからなり、所属する魚はほとんどが潮間帯や潮だまりなど浅い海に生息する海水魚である。インド洋・太平洋・大西洋など世界各地に分布し、日本近海には11種（ウバウオ・アンコウウバウオ・ミサキウバウオ・ハシナガウバウオ・タスジウミシダウバウオ・ウミシダウバウオなど）が生息する。Gobiesox 属のうち4種は、中央アメリカに分布する淡水魚である。
体長7cm未満の小型魚類がほとんどであるが、Chorisochismus dentex （南アフリカ）および Scyases sanguineus （チリ）の2種は30cmに達する。多くは浅い海のサンゴ礁や岩礁域で暮らし、岩の上にじっと張り付いていたりサンゴの間を泳ぎ回ったりしている姿が観察される。

## 形態

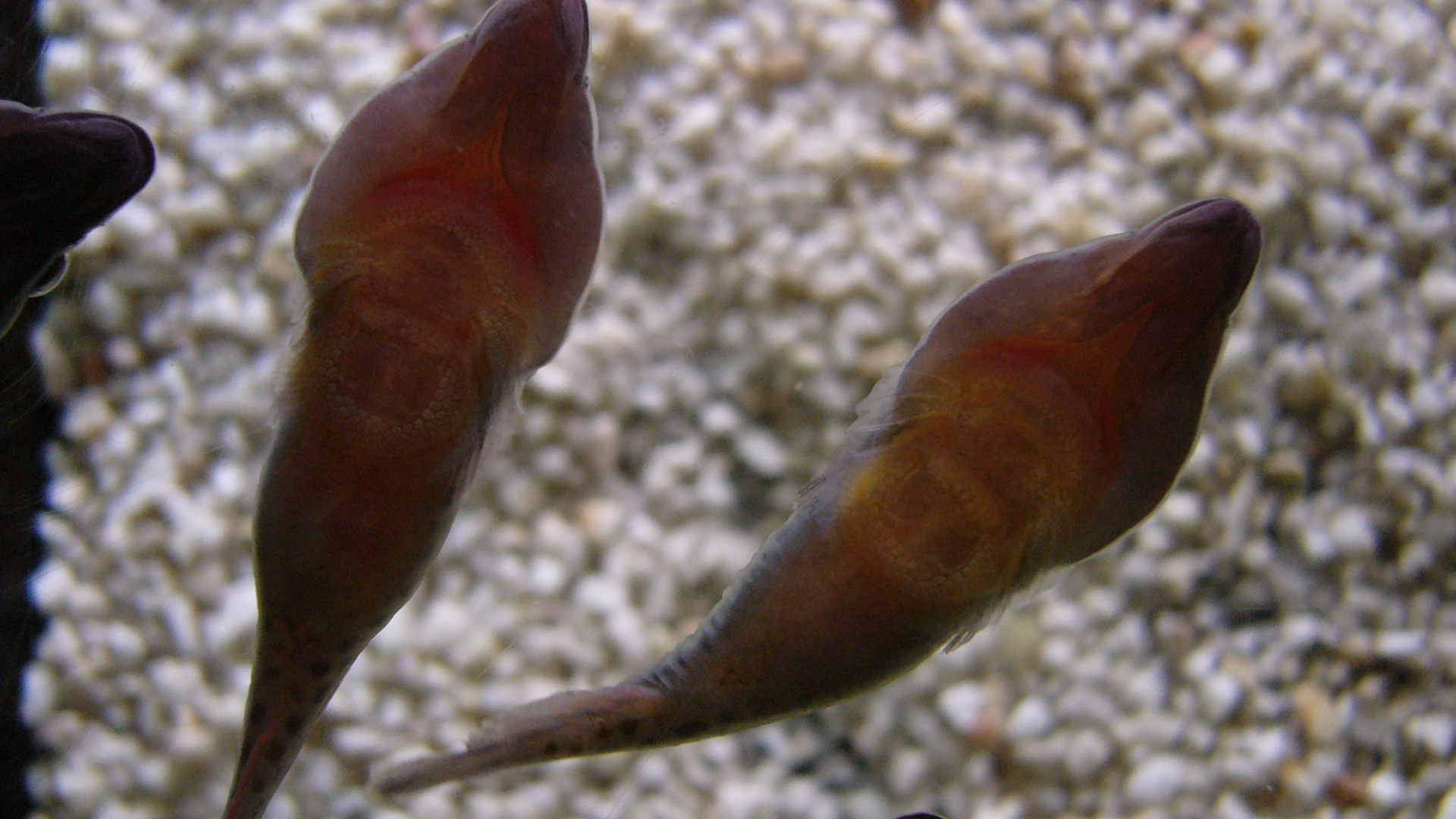
吸盤状の腹鰭を使い、水槽の壁に張り付くレパドガステル属の一種（Lepadogaster sp.）

ウバウオの仲間はやや縦方向につぶれ平たくなった頭部と、円筒形あるいは左右に平たく側扁した体をもつ。吻（口先）が前に突き出し、くちばしのようになった種類が多い。ハゼ科魚類と類似して、左右の腹鰭が変形して吸盤のようになっており、岩などにぴったりと張り付くことができる。鱗はなく、体表は粘液に覆われぬるぬるしている。背鰭は一つで、棘条をもたない。背鰭と臀鰭は体の後方、尾鰭の近くにあり、互いに向かい合った位置にある。腹鰭は1本の棘条と4本（まれに5本）の軟条からなる。浮き袋をもたず、基蝶形骨・眼窩蝶形骨を欠く。下尾骨は癒合し、一枚の骨板となっている。
オーストラリア周辺に分布する Alabes 属は他のウバウオ科魚類とかなり異なる形態をもち、単独の Alabetidae 科として分類されたこともある。本属の魚（4種）は背鰭・臀鰭の鰭条をもたず、胸鰭もない。また、3種は腹鰭も骨格レベルで欠いている。

## 分類
ウバウオ亜目は1科36属140種で構成される。ウバウオ類は古くからネズッポ亜目・ノトテニア亜目との類縁関係が指摘されてきたが、その分類上の位置付けは極めて不安定で、かつてはウバウオ目として側棘鰭上目（タラ目・アンコウ目などが所属する上位分類）に含められたこともある。舌咽神経の構造など一部の特徴は側棘鰭上目との関係を示唆するものであるが、現在では棘鰭上目の一員としてスズキ目の内部に置かれることが多い。ネズッポ亜目との統合が提唱されているものの、Nelson（2006）の体系ではネズッポ亜目に最も近縁な一群として、独立の亜目としての存在を維持している。
- アンコウウバウオ属 Conidens
- ウバウオ属 Aspasma
- ウミシダウバウオ属 Discotrema

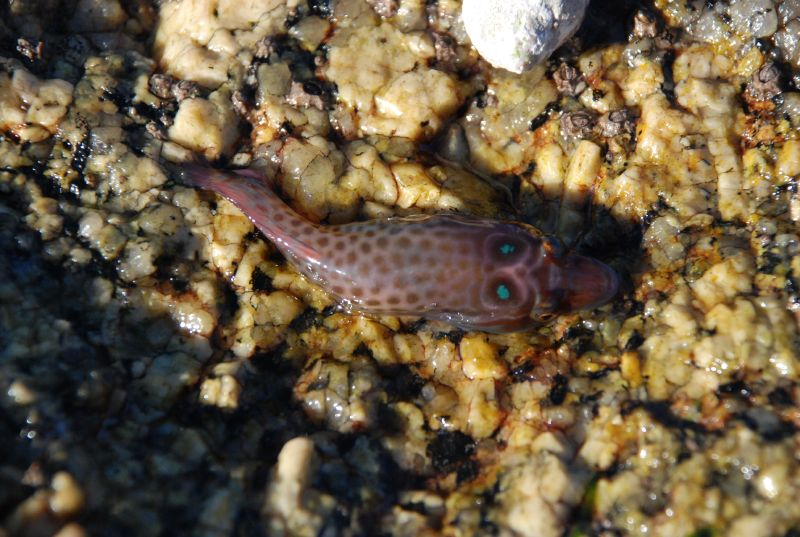
ショアクリングフィッシュ （Lepadogaster lepadogaster）。地中海など大西洋東部に分布する種類

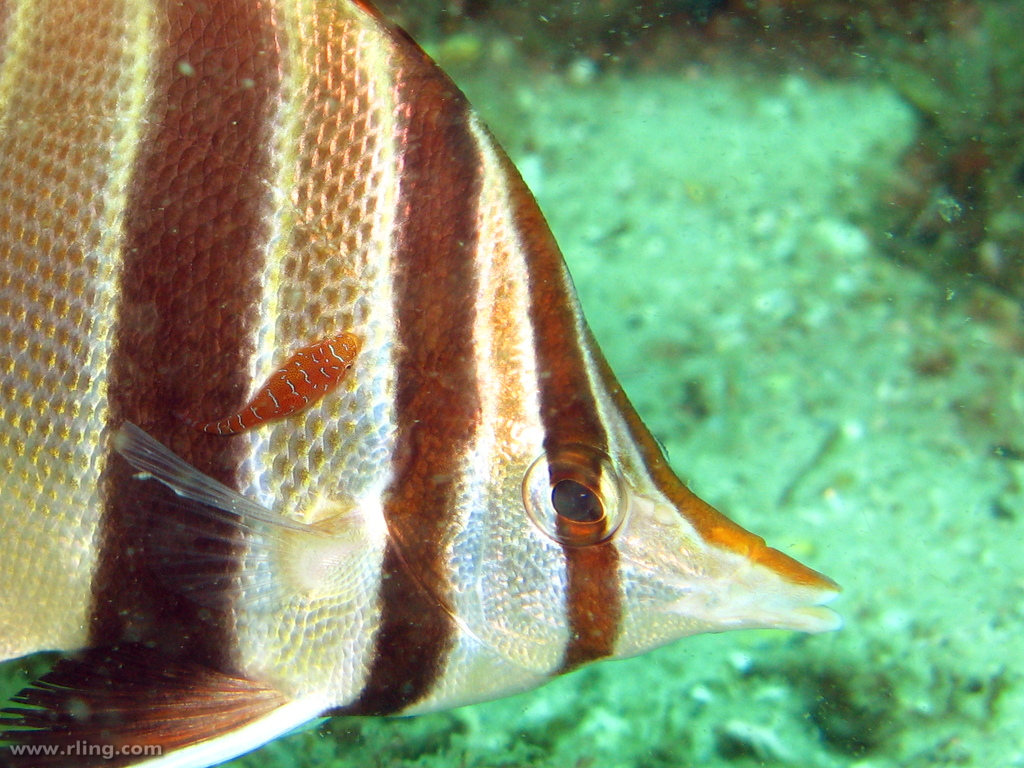
チョウチョウウオ科のイースタンタルマ（Chelmonops truncatus）をクリーニングするコクレオレピス属のイースタークリーナークリングフィッシュ

- ツルウバウオ属 Aspasmichthys
- ハシナガウバウオ属 Diademichthys
- ヒメウバウオ属 Propherallodus
- ホソウバウオ属 Pherallodus
- ミサキウバウオ属 Lepadichthys
- メシマウバウオ属 Pherallodichthys
- Acyrtops 属
- Alabes 属
- Arcos 属
- Aspasmogaster 属
- Chorisochismus 属
- Cochleoceps 属
- Diplecogaster 属
- Gastrocyathus 属
- Gobiesox 属
- Haplocylix 属
- Lepadogaster 属
- Parvicrepis 属
- Rimicola 属
- Sicyases 属
- Tomicodon 属
- Trachelochismus 属
- 他11属